# High School II
Pour les articles homonymes, voir High school.
Série
High School
(1968)
Pour plus de détails, voir Fiche technique et Distribution.
High School II est un film documentaire du réalisateur américain Frederick Wiseman tourné dans un lycée pilote de Spanish Harlem à New York.

## Synopsis
Vingt-six ans après avoir tourné High School à Philadelphie en 1968, Frederick Wiseman retourne à l'école avec High School II. La Central Park East Secondary School (CPESS) est une école alternative qui accueille principalement des élèves d'origine hispanique ou afro-américaine. La plupart de ces élèves sont diplômés après quatre années d'études. L'approche pédagogique met en avant des activités de classes dans le domaine scientifique ou littéraire, mais aussi des conférences pour les familles et des discussions autour des problèmes de discipline. L'école organise des conseils d'établissement réunissant les élèves. L'éducation sexuelle est enseigné en cours. Les problèmes de discrimination raciale ou de sexisme sont discutés entre professeurs et élèves.

## Fiche technique
- Titre : High School II
- Réalisation et montage : Frederick Wiseman
- Directeur de la photographie : John Davey
- Production : Fondation Ford, et Fondation Annie E. Casey
- Lieu du tournage : New York City
- Genre : documentaire
- Durée : 220 minutes
- Date de sortie en États-Unis : 1994[2]